# Yle Teema & Fem
Yle Teema & Fem es un canal de televisión público de Finlandia, perteneciente a Yleisradio. Se trata de un canal temático con programación  cultural, educativa y artística, así como programación infantil, películas y series.

## Historia
El canal inició emisiones el 24 de abril de 2017, tras la fusión de Yle Teema e Yle Fem. La reforma del canal se basó en un cambio en el uso de los medios.
El espacio compartido del canal contiene contenido de Teema y Fem. La programación se divide equitativamente entre ambos canales. Un logotipo cambiante en la pantalla indica si el programa que se muestra pertenece a Teema o a Fem. El logotipo del canal, en la esquina superior, muestra el nombre del canal al que pertenece el programa en un formato más grande. Los programas de Teema se emiten por la noche de martes a sábado a partir de las 20:00 y por la tarde todos los días de 12:00 h a 17:25. Los programas de Yle Fem se emiten por la mañana cinco días a la semana de martes a sábado de 17:25 a 20:00 y toda la noche los domingos y lunes a partir de las 17:25.
Actualmente, Yle Teema e Yle Fem se mantienen como marcas propias. Cada canal toma sus decisiones de programación de forma independiente, teniendo su propia programación.